# John D’Arcy Anderson
Sir John D’Arcy Anderson, GBE, KCB  (* 23. September 1908 in Downpatrick, County Down, Irland; † 16. April 1988) war ein britischer General.

## Leben
Anderson absolvierte nach dem Schulbesuch eine Offiziersausbildung und wurde nach deren Abschluss Offizier bei den 5th Royal Inniskilling Dragoon Guards. In dieser Einheit wurde er nach verschiedenen Verwendungen im Zweiten Weltkrieg am 18. Februar 1946 zum Major sowie am 23. September 1949 zum Colonel befördert. Am 4. April 1955 wurde er Kommandeur (General Officer Commanding) der in Deutschland stationierten 11. Panzerdivision (11th Armoured Division (The Black Bull)) und erhielt während dieser bis zum 2. März 1956 dauernden Verwendung am 4. April 1955 zunächst den temporären Dienstgrad als Major-General sowie am 4. Oktober 1955 die Beförderung zum Brigadier, ehe er am 5. Dezember 1955 zum Major-General befördert wurde. Im Anschluss war er vom 4. April 1956 bis 1958 Chef des Stabes der Heeresgruppe Nord NORTHAG (Northern Army Group) der NATO sowie in Personalunion Chef des Stabes der Britischen Rheinarmee.
Danach fungierte Major-General Anderson vom 15. August 1958 bis zum 22. Dezember 1959 erst als Direktor für das Royal Armoured Corps und nach seiner Beförderung zum Lieutenant-General am 7. Dezember 1959 zwischen dem 7. Dezember 1959 und dem 27. Februar 1961 als Generaldirektor der Abteilung für militärische Ausbildung im Kriegsministerium (War Office). Für seine Verdienste wurde er am 31. Dezember 1961 zum Knight Commander des Order of the Bath (KCB) geschlagen und führte seither den Namenszusatz „Sir“. Er löste am 21. April 1961 Lieutenant-General Harold Pyman als stellvertretender Chef des Generalstabes der British Army ab und verblieb in dieser Verwendung bis zum 4. April 1963, woraufhin Lieutenant-General John Hackett sein Nachfolger wurde. Zugleich fungierte er vom 16. November 1962 bis zum 16. November 1967 als Colonel of the Regiment des 5th Royal Inniskilling Dragoon Guards.
Als Nachfolger von Lieutenant-General William Gurdon Stirling fungierte er vom 1. März 1963 bis zum 1. April 1964 als Militärischer Sekretär des Kriegsministeriums und war nach der Ministerialreform vom 1. April 1964 bis zu seiner Ablösung durch Lieutenant-General Richard Elton Goodwin am 22. Dezember 1965 erster Militärischer Sekretär des neu geschaffenen Verteidigungsministeriums. Zusätzlich war er vom 7. Dezember 1974 bis zum 12. Juli 1975 Honorary Colonel des Heeresreserve-Offiziersausbildungskorps der Queen’s University Belfast sowie Colonel Commandant des Ausbildungskorps (Royal Army Educational Corps). Am 30. Januar 1965 wurde er zum General befördert. Am 4. Januar 1966 löste er Admiral Deric Holland-Martin als Kommandant des Imperial Defence College und bekleidete diese Funktion bis zum 8. Januar 1968, woraufhin Air Chief Marshal Donald Randell Evans seine Nachfolge antrat. Daneben war er zwischen dem 18. Oktober 1966 und dem 27. Februar 1968 Generaladjutant (Aide-de-camp General) von Königin Elisabeth II. und wurde am 10. Juni 1967 zum Knight Grand Cross des Order of the British Empire (GBE) erhoben.
Am 9. März 1968 schied General Anderson nach 39-jähriger Dienst aus dem aktiven Militärdienst, war aber zwischen dem 12. November 1969 und dem 1. Januar 1969 Colonel Commandant des neu geschaffenen Ulster Defence Regiment (UDR).